# Železniční vlečka Kájov–Větřní
Železniční vlečka Kájov–Větřní byla vybudována v letech 1894–1896 pro potřeby firmy Spiro & synové, a. s., Pečkovský mlýn (po roce 1946 Jihočeské papírny ve Větřní, po roce 1948 Závod Rudého práva). Dopravně navazuje na trať č. 194 České Budějovice – Černý kříž – Volary. Odbočuje ze stanice Kájov (530 m n. m.) jihovýchodním směrem přes Kladné do úvrati k horskému sedlu (595 m n. m.) v délce 2,4 km. Poté klesá přes Dolní Němče k Větřní, kde přetne silnici k řece Vltavě a je zaústěna v délce 300 metrů do areálu papíren. V letech 1959–1961 byla rozšířena o předávací nádraží „Hrotová úvrať“ s elektromechanickým zabezpečovacím zařízením. Koleje mají standardní rozchod 1435 mm, oproti původní tovární vlečce s rozchodem 760 mm. Patří ke sklonově nejnáročnějším tratím v ČR (překonává stoupání až 42 ‰ do stanice „Hrotová úvrať“ a klesání do Větřní až 46 ‰). 
Po roce 1989 docházelo k útlumu provozu. K roku 2015 již provoz na vlečce neprobíhal.

## Historie

### Vznik tovární vlečky
Firma Spiro a. s. (později Strojní tovární papírna Ignatz Spiro a synové) založila v tzv. Pečkovském mlýně (Pötschmühle) ve Větřní (Wettern) u Českého Krumlova továrnu na výrobu obalového a novinového papíru v roce 1867. Po zavedení sulfitové celulózky v roce 1883 I. Spiro (1817–1894) získal dominantní postavení v oboru v Rakousko-uherské monarchii, což dosvědčuje i nákladná vila z roku 1893 postavená v Českém Krumlově. Továrna se nacházela v úzkém údolí řeky Vltavy na pozemcích v délce 3 km. V areálu papíren byla zavedena železniční vlečka o rozchodu 760 mm v délce 5 km. Po ní se dopravovalo dřevo ze skladů ke zpracování v brusírně a byly převáženy polotovary mezi jednotlivými provozy. 
Generální projekt železniční vlečky z Kájova do jeho továrny byl realizován v roce 1896. Vlečka umožnila dopravu dřeva a uhlí a export vyrobeného papíru s nižšími náklady a rychleji. Rozsahem dopravy i technicky byla vlečka mimořádným projektem nejen v rámci jihočeského regionu. Dopravu surovin mimo tovární areál zajišťovaly smluvně rakouské státní dráhy (Kaiserlich-königliche Staatsbahnen – kkStB). Smlouva byla novelizována roku 1911, když byl zaveden rotační tisk na papírenském stroji zvaném rotačka.

### Provoz vlečky
Provoz původní tovární vlečky byl zajišťován koňmi, od roku 1908 byl elektrizován. Elektřina byla bez transformování přenášena dálkovým vedením (třívodičové s měděnými vodiči o průřezu 50 mm2, dlouhé 25 km, o přenosovém napětí 15 kV) z vlastní elektrárny ve Vyšším Brodě. Komisionální schválení elektrického provozu se uskutečnilo 24. listopadu 1909.

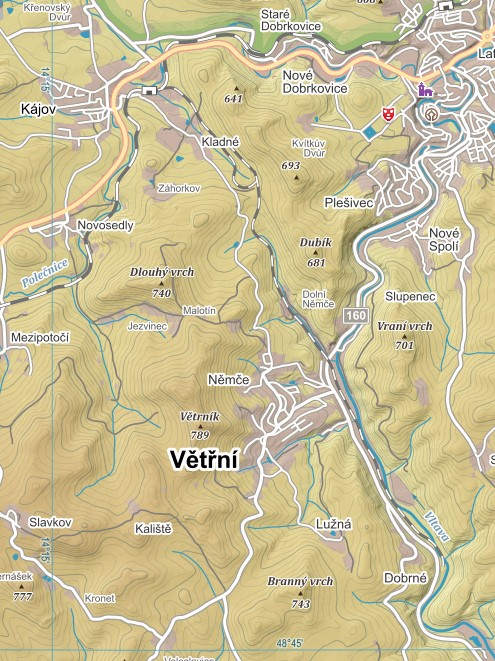
Trasa vlečky

Provoz tovární vlečky zajišťovaly tři vzhledem odlišné elektrické lokomotivy a dvounápravová dieselová lokomotiva od firmy Orenstein & Koppel Nordhausen typ V 1301 o síle 35 koní (vyrobená v roce 1919).
Elektrická lokomotiva se v areálu papíren pohybovala do vzdálenosti 300 m od poslední výhybky ve směru na Kájov, místo bylo označeno signálním kůlem. Před příjezdem vlečkového vlaku kkStB z Kájova byla odstavena na vedlejší kolej. 
Vodu do tendrů pro lokomotivy státních drah dodávala firma Spiro bezplatně. Za převoz jednoho vozu jedním směrem zaplatila 3 K, za cestu z Kájova do Pečkovského mlýna a zpět 18 K, za cestu z Kájova na Hrotovou úvrať a zpět 12 K.

### Období 1918–1945
Vlečku  z Kájova do Větřní obsluhovaly lokomotivy řady řady 310.0 dvakrát denně. V důsledku nárůstu výroby vzrostl i vlečkový provoz (ze 4000 vozů ročně v roce 1905 na 15 000 vozů ročně ve 20. letech 20. století). V roce 1925 byly poprvé použity silnější lokomotivy 423.0. Roku 1926 byl v papírnách vybudován provoz na natronovou celulózu a Spirova továrna se stala soběstačnou. V září 1929 byla vytvořena akciová společnost a provozy byly zmodernizovány (1935 nová rotačka, největší ve střední Evropě). V podniku bylo sedm papírenských strojů o šíři od 1,8 do 4,0 metru, které za 24 hodin vyrobily až dvacet vagónů papíru. Na celkovém objemu vývozu československého papírenského průmyslu se společnost podílela 47 %. Po sloučení továrny s rakouskou papírnou Steyrermühle ve Steyru v roce 1941 však došlo ke poklesu výroby.

## Provoz po roce 1945
K rozvoji nákladní dopravy na trase České Budějovice – Kájov došlo po roce 1950. Z Českých Budějovic do Kájova jezdily denně dva vlaky dřeva a jeden vlak uhlí o 13 vagonech, což byla maximální možná zátěž pro lokomotivy 423.0 a 433.0. Tyto vlaky byly (po částech) dopravovány do továrny. Vlečka byla v letech 1947–1956 využívána i pro dopravu dělníků do papírny. Tři páry motorových osobních vlaků v té době jezdily na trase Hořice na Šumavě – Kájov – Větřní. Vlečka překonávala z Kájova stoupání až 42 ‰, v nejvyšším bodě vlečky na úvrati (595 m n. m.) byla jedna výhybka a jedna kusá kolej. Vlečkové vlaky z Kájova jezdily sunuté, z úvratě lokomotiva do závodu vlak táhla. Lokomotiva řady T 435.0 dokázala sunout nejvíce 6 dvounápravových vozů nebo dva vozy Wap s uhlím, proto vlečkové vlaky jezdily nad Kladným po celý den. V roce 1954 dodala Škoda Plzeň pro tovární vlečku dvě nové lokomotivy typu 16E1.

### Předávací nádraží
V letech 1959–1961 bylo na vrcholu stoupání vlečky postaveno nádraží zvané „Hrotová úvrať“ s pěti dopravními kolejemi, vybavené elektromechanickým zabezpečovacím zařízením se světelnými návěstidly. Sloužilo jako předávací nádraží mezi dráhou a vlečkařem. Bylo nepřetržitě obsazeno výpravčím, který byl zaměstnancem papíren. K přestavbě vlečkového kolejiště došlo v letech 1960–1966, kdy byly úzkorozchodné drážky přestavěny na normální rozchod a trolejové vedení demontováno. Z Kájova do stanice „Hrotová úvrať“ zajížděly lokomotivy Československých státních drah (ČSD) řady T 435.0, později T 478.1, T 478.2 a T 478.3, dále již lokomotivy papíren T 478.5, T 448.0 a T 334.0. V roce 1974 se po vlečce přepravovalo okolo 200 vagónů denně a objem ještě narůstal. Na konci 80. let 20. století dosáhl roční obrat 28 000 vozů.

### Útlum a zastavení provozu
Po roce 1989 se situace změnila. V roce 1990 byla založena akciová společnost Jihočeské papírny Větřní s provozy ve Větřní, Českých Budějovicích, Přibyslavicích a Červené Řečici. V roce 1992 došlo k transformaci na holding a JIP - Papírny Větřní, a. s. se stává dceřinou společností holdingu. V letech 1992–2002 došlo k odprodeji podílů v dceřiných společnostech, kromě Větřní. V roce 2007 byla Společnost vyčleněna ze skupiny Jihočeské papírny, a.s., a prodána novému majiteli. Počet zaměstnanců klesl z 2 750 osob na 350 osob v roce 2019. Po plynofikaci kotelny v roce 1994 objem přepravy poklesl na 50–100 vozů měsíčně v roce 2010. Provoz vlečky v roce 2001 je zachycen na fotografiích a zaznamenán v jízdním řádu z roku 2006. Vlečka byla v provozu ještě v roce 2012. Provoz byl zastaven před rokem 2015.

## Galerie

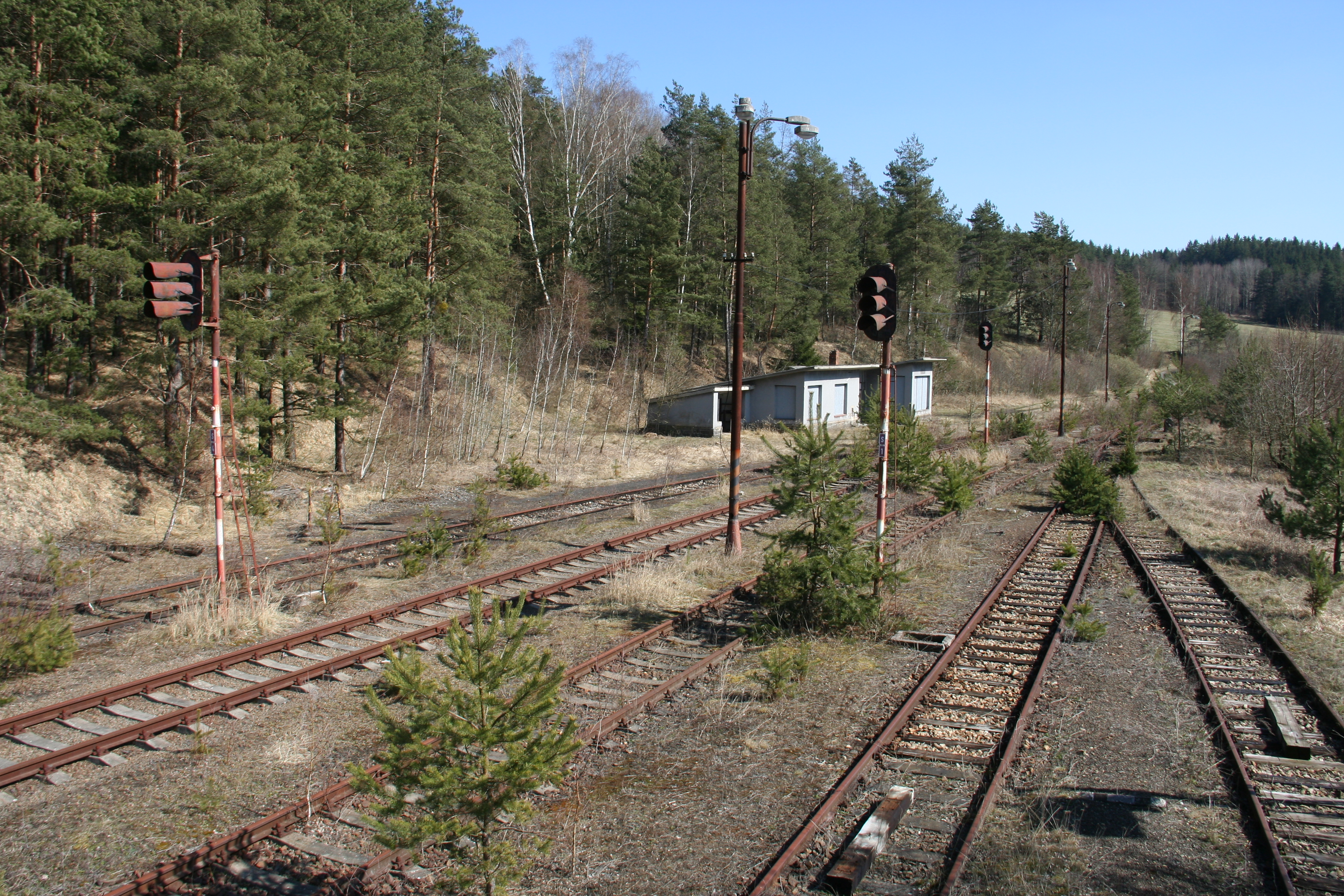
Hrotová úvrať – předávací nádraží, stav  2020
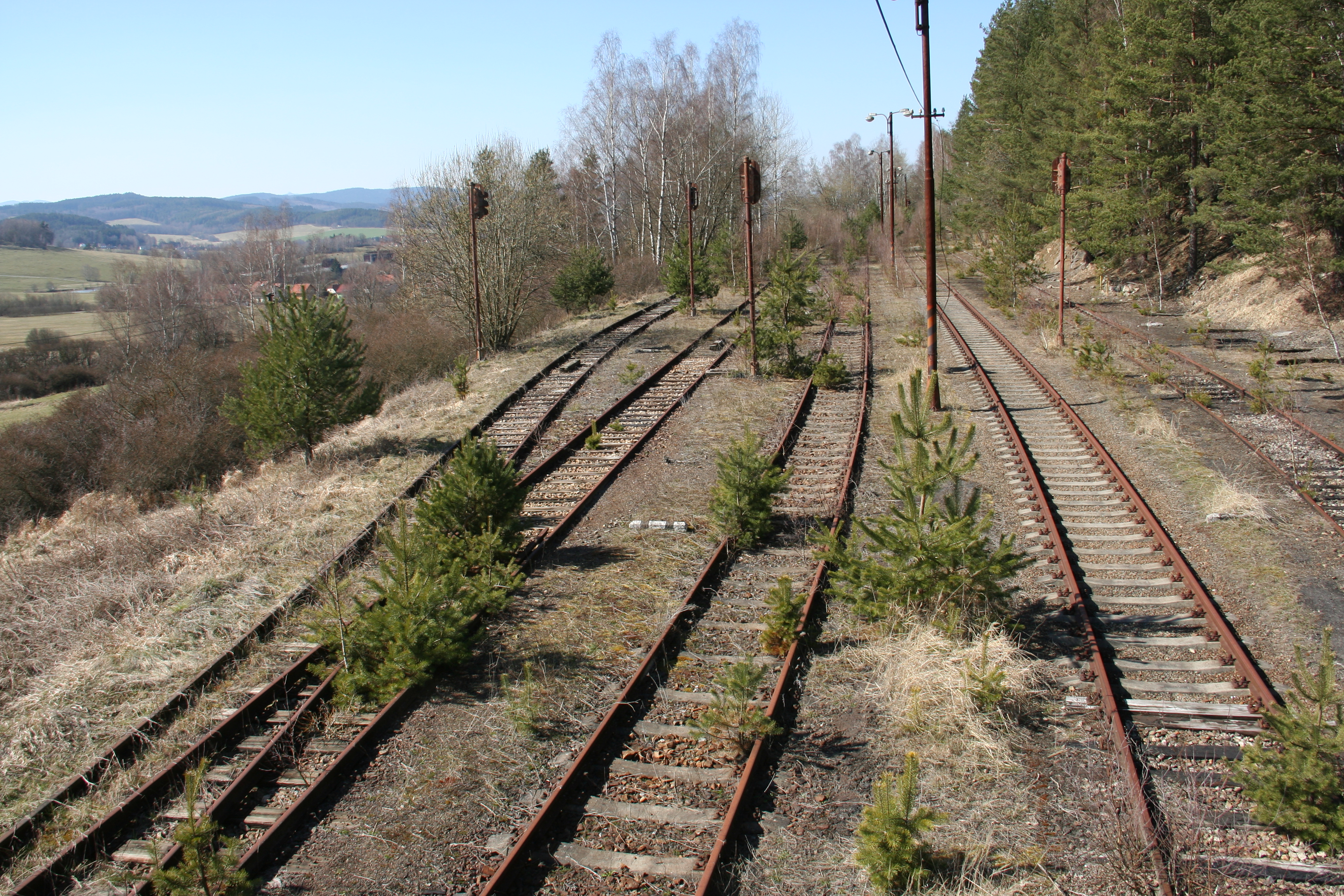
Hrotová úvrať – předávací nádraží, stav  2020
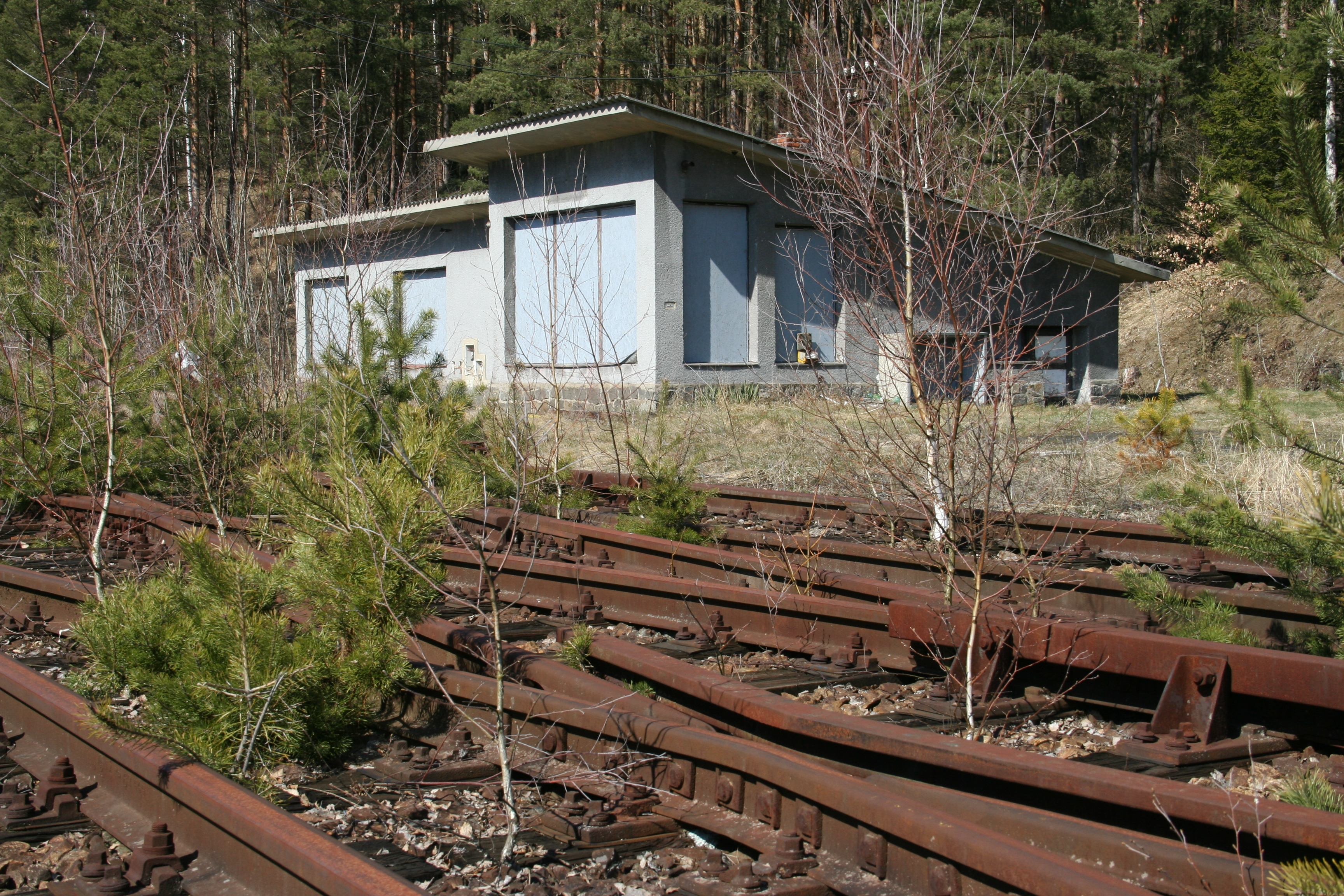
Hrotová úvrať – výpravní budova, stav  2020
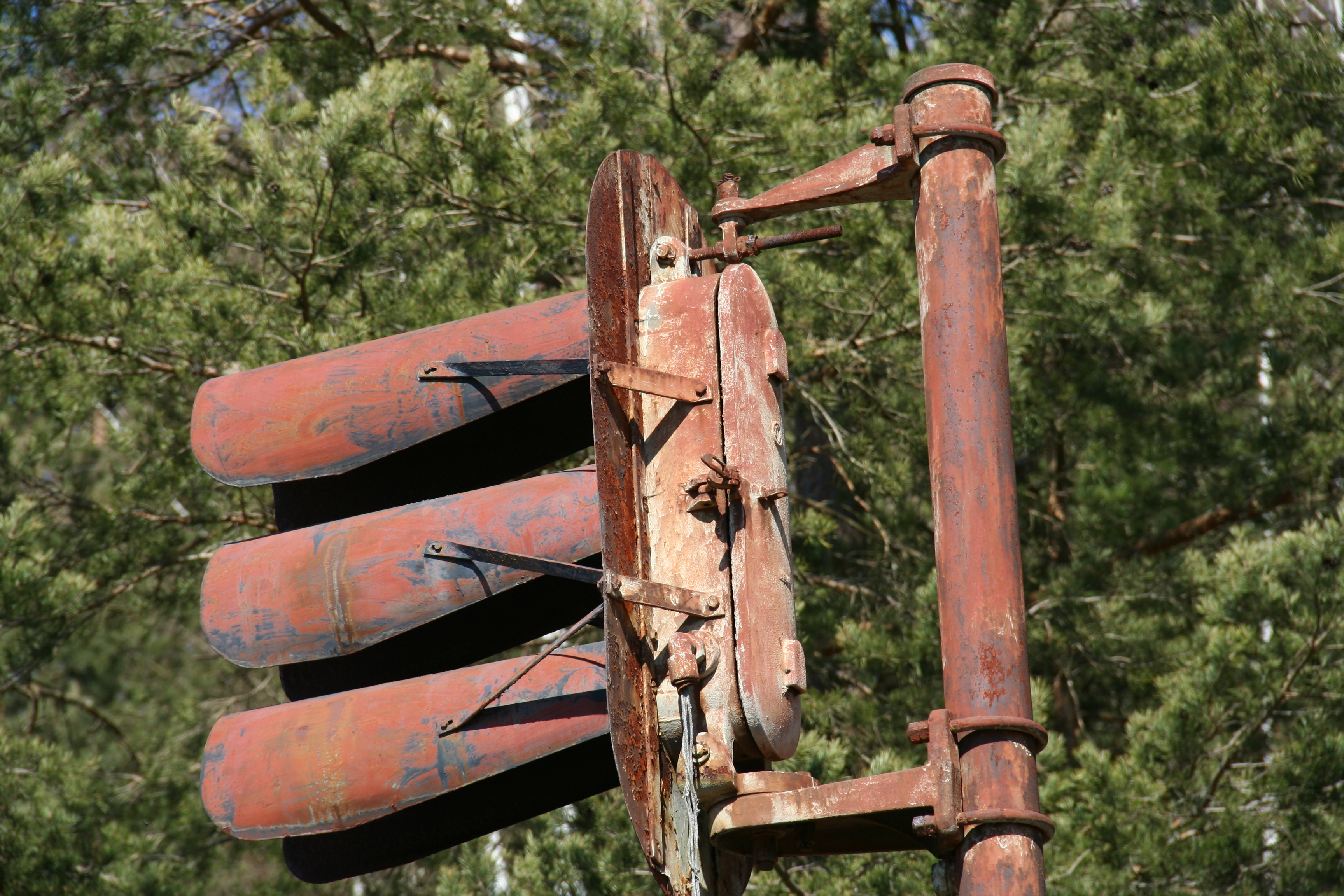
Návěstidlo vzor SSSR
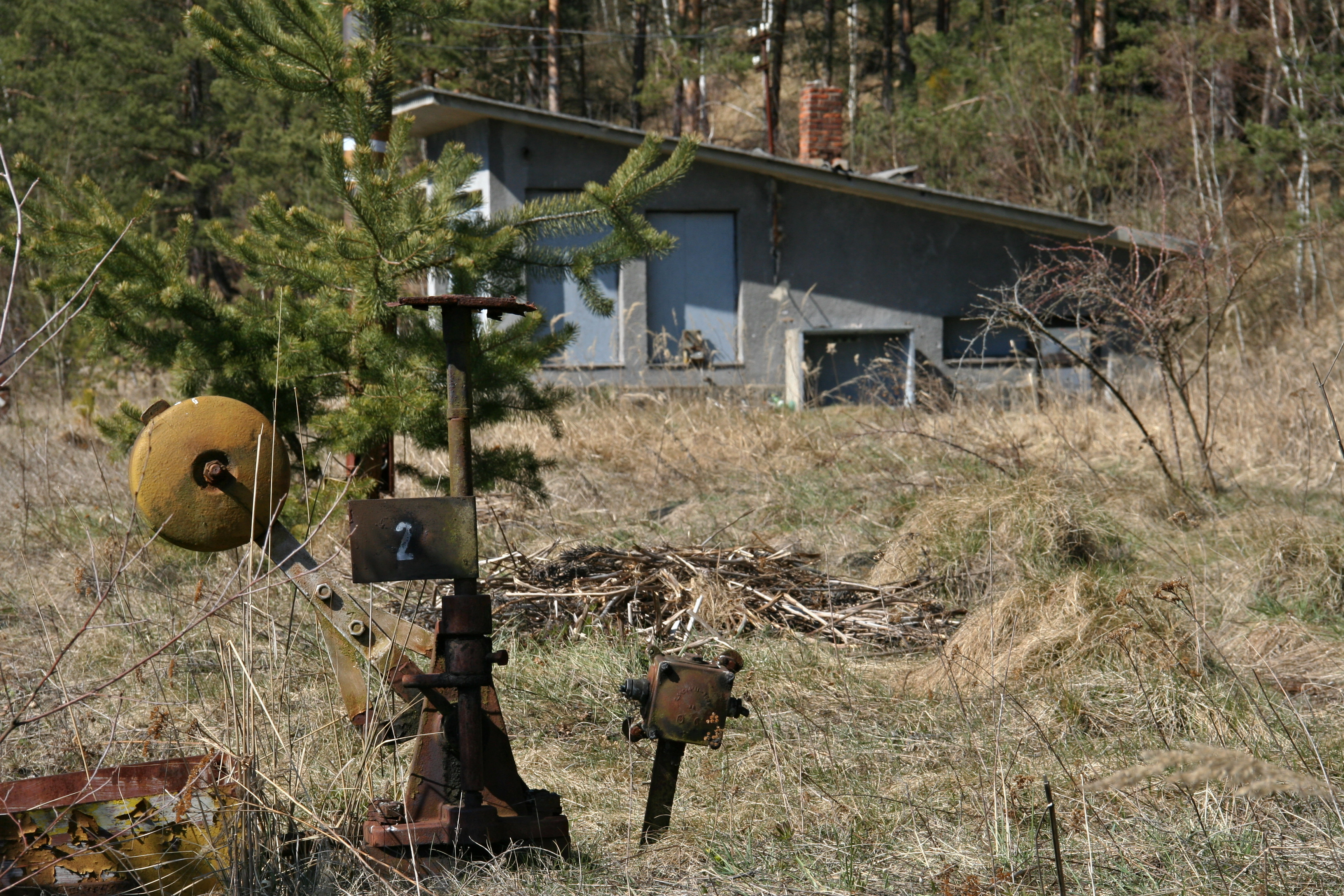
Výhybka na Hrotové úvrati